# South Lead Hill, Arkansas
South Lead Hill là một thị trấn thuộc quận Boone, tiểu bang Arkansas, Hoa Kỳ. Năm 2010, dân số của thị trấn này là 102 người.

## Dân số
- Dân số năm 2000: 88 người.
- Dân số năm 2010: 102 người.